# Vaahersalo (ö i Pihlajavesi)
Vaahersalo är en ö i Finland. Den ligger i Pihlajavesi och i kommunen Nyslott i den ekonomiska regionen  Nyslotts ekonomiska region  och landskapet Södra Savolax, i den sydöstra delen av landet, 290 km nordost om huvudstaden Helsingfors. Öns area är 9,58 kvadratkilometer och dess största längd är 7,2 kilometer i nord-sydlig riktning.